# Henk Brons
H.M. (Henk) Brons (1956) is een Nederlands ambtenaar, bestuurder en voormalig journalist.

## Leven en werk
Brons werd in 1956 geboren. Hij studeerde journalistiek aan de School voor Journalistiek en hij begon zijn carrière bij het dagblad Het Vrije Volk, waar Brons tien jaar werkzaam was. Vervolgens was Brons directeur voorlichting bij het ministerie van Onderwijs, Cultuur en Wetenschap. In 2002 ging hij bij de Rijksvoorlichtingsdienst werken. Daar was hij eerst directeur communicatiebeleid en bedrijfsvoering. Vervolgens werd Brons benoemd tot plaatsvervangend directeur-generaal van de Rijksvoorlichtingsdienst. Van 2008 tot eind 2014 was Brons directeur-generaal van de Rijksvoorlichtingsdienst. In die hoedanigheid was hij zowel woordvoerder van de minister-president als van het Koninklijk Huis en tevens voorzitter van de Voorlichtingsraad. In 2015 werd Brons vertegenwoordiger van Nederland op Aruba, Curaçao en Sint Maarten. In 2018 kwam Henk Brons in opspraak omdat hij 40.000 euro te veel aan buitenlandvergoeding had gekregen, terwijl hij maar 16 dagen in het buitenland had doorgebracht voor het uitoefenen van zijn baan.